# West Hudson Athletic Association
O West Hudson Athletic Association (também conhecida como West Hudson A.A., West Hudson Athletic Club (AC) ou West Hudson Athletic Club Football (ACF) ) foi uma das principais equipes de futebol dos EUA no início do século XX. Fundada em 1906, a equipe ganhou o primeiro "duplo" americano quando conquistou os títulos da National Association Football League de 1912 e da American Cup . A equipe jogou no Federal League Park de Harrison e competiu no NAFBL pela maior parte de sua existência. 

## História
Localizado no norte de Nova Jersey, o West Hudson é a parte ocidental do condado de Hudson . Essa área foi uma das áreas mais antigas e fortes do futebol americano, gerando dezenas de times das cidades de Harrison, Kearny e East Newark. A força das áreas no futebol recaiu sobre duas empresas escocesas, a Clark Thread Company e a Michael Nairn & Company, que estabeleceram suas operações americanas na área. As duas empresas atraíram imigrantes escoceses para suas fábricas, que serviram de base para muitas das equipes de força da região. Em Harrison, o West Hudson AA atraiu seus jogadores da cidade como um todo, em vez de operar como uma equipe da empresa, como muitos outros na área. 
No momento, os registros não revelam as origens da equipe, mas em 10 de outubro de 1905, eles foram listados como um membro fundador da Metropolitan Association Football League (MAFL) da cidade de Nova York.  Em 1906, eles venceram a American Cup, na época considerada o nível mais alto da competição nos EUA. Naquele outono, eles entraram na National Association Football League Profissional, ganhando rapidamente o título da liga. Ao longo da década seguinte, conquistaram cinco títulos no campeonato e três campeonatos de copas, conquistando a primeira dobradinha nos EUA em 1912. Em 1909, seis das principais equipes dos EUA se uniram para formar a primeira Liga de Futebol Oriental (ESL) de curta duração. A intenção era permitir que essas equipes jogassem contra as melhores equipes de outras ligas e regiões. As multidões eram limitadas e, depois de perder dinheiro, a liga desistiu, com a maioria das equipes jogando apenas cinco dos doze jogos previstos. West Hudson estava em terceiro lugar quando a liga entrou em colapso. 
Em 1918, a entrada dos EUA na Primeira Guerra Mundial levou à drenagem de jogadores para o serviço militar. Várias ligas optaram por suspender as operações, mas o NAFBL optou por continuar jogando. No entanto, várias equipes acharam muito difícil continuar as operações, entre elas West Hudson. Portanto, a equipe deixou o NAFBL em 1918 e logo deixou de operar. 